# Nino Lamboglia
Nino Lamboglia (Porto Maurizio, 7 de agosto de 1912 – Génova, 10 de enero de 1977) fue un arqueólogo italiano, fundador del Instituto Internacional de Estudios Ligures.

## Biografía
Nacido en Porto Maurizio (Imperia), el 7 de agosto de 1912. Su padre Carmelo, originario de Aurigo, un pueblo del interior del Imperia, era profesor y músico, y su madre era Carmelina Federici.
Se licenció en Génova en 1933 con Giovanni Niccolini, con una tesis titulada Topografia dell'Ingaunia nell'antichità, sobre la arqueología antigua de Liguria Occidental. En 1933 fundó la Sociedad Arqueológica Histórica de Ingauna en Albenga y fue nombrado secretario de la comisión de toponimia de Liguria. Luego trabajó en el archivo histórico del Ayuntamiento de Albenga, donde también fue director, desde 1934 a 1937, de la biblioteca cívica, que levantó tras un período de crisis. Nombrado comisario extraordinario del museo Bicknell de Bordighera, en estos años inició su colaboración con Luigi Bernabò Brea, también arqueólogo y precursor de las técnicas científicas modernas.
En los años treinta trabajó en diversos estudios y colaboró en investigaciones arqueológicas e históricas sobre la Riviera di Ponente, fundando en 1942 el Instituto Internacional de Estudios Ligures en Bordighera, del que fue director hasta 1977, creando también diversas secciones en otras localidades de la región.
Trabaja para la superintendencia como inspector adjunto que se ocupa de las antigüedades de Liguria; después de la guerra estuvo involucrado en excavaciones e investigaciones submarinas en otras regiones italianas como Sicilia y Roma. Se convierte en miembro de la Asociación Italiana de Bibliotecas, de la Sociedad Ligur de Historia de la Patria, de la Academia Ligur de Ciencias y Letras, corresponsal del Instituto Nacional de Estudios Romanos. Desde la posguerra también formó parte del Comité Regional de la Sección de Génova.
Nino Lamboglia durante la Segunda Guerra Mundial fue el director en jefe de la Biblioteca Cívica Aprosiana. Fue él quien hizo guardar los textos y manuscritos preciosos guardados en la famosa biblioteca, que de otro modo probablemente se habrían perdido o destruido debido a la guerra. Durante la ocupación italiana de Menton (1940-1943) fue nombrado por el comisario civil Frediani responsable de las actividades culturales italianas de Menton en colaboración con el poeta de Menton Marcello Firpo.
En la década de 1950 trabajó en su reubicación y recuperación. Luchó por evitar la subdivisión de Villa Hanbury, cerca del promontorio de Capo Mortola, promoviendo para que la comprara el Estado y gestionándola a través del Instituto Internacional de Estudios Ligures, en el que permaneció hasta 1980, recuperando el jardín y restaurando la villa. También participó en Jaca, en el verano de 1951, en algunos cursos organizados por la Facultad de Filosofía y Letras de la Universidad de Zaragoza y el Instituto de Estudios Oscenses. Dos de las asistentes, María Ángeles Mezquíriz Irujo y Glòria Trías Rubiés, disfrutaran de sendas becas que les llevarán a formarse. de forma decisiva, con él durante un tiempo.
En 1974 fue el primer profesor de italiano en ocupar una cátedra de Arqueología Medieval en la Universidad de Génova.
Murió en 1977 a la edad de 64 años ahogado en un lamentable accidente, habiendo terminado en el agua con su coche desde el muelle de Génova, en un día brumoso, mientras intentaba enganchar la rampa de acceso de un ferry, junto con el amigo Giacomo Martini.
Se le ha dedicado un museo de arqueología marina en Cerdeña en la isla de Maddalena, donde se recogen los artefactos recuperados de Lamboglia cerca de la isla de Spargi.

## Actividad realizada

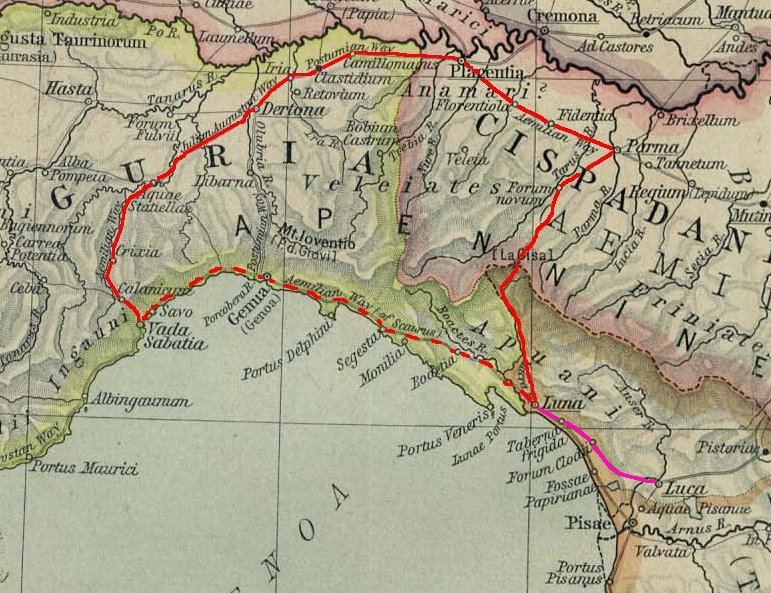
Presunto trazado de la vía Aemilia Scauri (en rojo) en la antigua Roma (109 a. C.). La línea de puntos representa un camino costero alternativo según algunos autores. En morado la extensión de Luni (Luna) a Lucca (Luca) realizada por Julio César (56 a. C.)

De su actividad científica se recuerdan:
- Las primeras excavaciones realizadas en 1936 en la Villa Matutia en San Remo, luego se reanudaron en 1960.
- Las campañas de excavación en la ciudad romana de Albintimilium (hoy Ventimiglia ) (1938 - 1940, publicado en 1955), en la que se aplica el método estratigráfico en un contexto clásico entre los primeros en Italia, aprendió a trabajar con Luigi Bernabò Brea, un arqueólogo prehistórico contemporáneo.
- Excavaciones en los baños romanos de Cemenelum (en Cimiez cerca de Niza) en los meses de junio-julio de 1943.[8]
- La excavación de la nave romana de Albenga (1950) y la posterior creación del Centro Experimental de Arqueología Subacuática, a partir del cual se inició una intensa temporada de investigación submarina en todos los mares italianos.
- El estudio y atención a los hallazgos "menores" encontrados durante la investigación, especialmente la cerámica, a la que dio una contribución significativa para la clasificación e identificación, con el estudio de la cerámica Campania pintada de negro y africana. pintura roja.

También es importante su contribución a la topografía, toponimia, historia de Liguria, así como la atención y recuperación arquitectónica de monumentos medievales de los que realizó importantes y fundamentales restauraciones.
Fue un cuidadoso y meticuloso investigador de las huellas y el camino de la antigua calzada romana llamada Via Emilia Scauri del 109 a. C. del que prácticamente se perdieron las huellas y del que el camino real aún aparece envuelto en dudas y perplejidades.
Excavó la necrópolis prerromana cerca de Chiavari, excavada en Tindari en Sicilia y en Roma en el Foro de César y en Ampurias en Cataluña. Colaboró en la restauración de la catedral de San Miguel Árcangel en Albenga.
Escribió numerosos artículos, monografías, revistas, guías y libros, convirtiéndose en un arqueólogo de fama mundial, también como historiador y publicista.

## Reconocimientos
- 2 de junio de 1986, Medaglia ai benemeriti della cultura e dell'arte.